# العصر الأوردوفيشي
الأوردفيشي أو الأردوفيسي أو الأوردوفيكي (باللاتينية: Ordovician)، وهو ثاني العصور الستة من حقبة الحياة القديمة ودهر البشائر، امتد من 486.85  ± 1.5 إلى 443.1  ± 0.9 مليون سنة مضت، لمدة 43.75 مليون سنة تقريبا. يسبقه الكمبري، ويليه السيلوري.
تمت تسمية الأوردوفيشي نسبة إلى (أوردوفايسيس) التي يعيش فيها قبيلة كلت وقد أطلق هذا الأسم الجيولوجي الإنجليزي تشارلز لابوورث عام 1879 وذلك لحل خلاف بين آدم سيدجويك ورودريك مورشيسون اللذان حددا نفس الطبقة الصخرية في شمال ويلز للعصرين الكمبري والسيلوري على التوالي. وبين «لابوورث» أن الأحافير الحيوانية في تلك الطبقات المتنازع عليها كانت مختلفة عن تلك التي في نظامي الكمبري أو السيلوري، وانه ينبغي لها أن توضع في نظام خاصة بها. تم قبول الأوردوفيشي دوليا عام 1960 (بعد وفاة لابوورث باربعين عاما)، عندما تم اعتماده على أنه عصر رسمي تابع لحقبة الحياة القديمة من قبل الاتحاد الدولي للعلوم الجيولوجية.
استمر ازدهار الحياة خلال الأوردوفيشي كما حدث في السابق في عصر الكمبري، رغم حدوث الانقراض الجماعي الكبير في نهاية العصر. وسيطرت اللافقاريات (الرخويات ومفصليات الأرجل) على المحيطات. وأدى حدث الأوردوفيشي العظيم للتنوع الحيوي إلى زيادة تنوع الحياة، واستمرت الأسماك التي تعتبر أول فقاريات حقيقية في العالم في التطور، وقد ظهرت ذوات الفك للمرة الأولى في آخر هذا العصر. واستمرت الحياة في التنوع على اليابسة. وتعرضت الأرض خلال الأوردوفيشي لضربات نيزكية سنوية تعاد حوالي 100 ضعف عدد النيازك التي ضربت الأرض مقارنة بالزمن الحالي.

## تحديد التاريخ
بدأ عصر الأوردوفيشي مع انقراض كبير أطلق عليه انقراض الكمبري-الأوردوفيشي، منذ حوالي 486.85 مليون سنة. استمرت حوالي 42 مليون سنة وانتهت مع انقراض كبير آخر أطلق عليه حدث انقراض الأوردوفيشي-السيلوري، منذ حوالي 443.1 مليون سنة (ICS ، 2004) والتي قضت على 60% من الأجناس البحرية و 85% من الأنواع تقريبا. وتعتبر هذه التواريخ إشعاعية حديثة وتختلف قليلا عن المستخدمة في المصادر الأخرى. وقد تكونت في هذا العصر أحافير وفيرة أصبحت مكامن رئيسية للنفط والغاز.
تعتبر قاعدة الأوردوفيشي ومرحلة التريمادوشي مهمة جدا. لأنها ترتبط بشكل كبير مع انتشار أنواع الجرابتوليت، ومخروطيات الأسنان وثلاثيات الفصوص، وتسمح قاعدة التريمادوشي للعلماء ليس فقط لربط هذه الأنواع مع بعضها البعض، بل أيضا مع الأنواع التي ظهرت معها في مناطق أخرى. وهذا يجعل من السهل وضع أنواع عديدة في وقت قريب لبداية عصر الأوردوفيشي.

## الجغرافيا القديمة
تجمعت القارات الجنوبية خلال الأوردوفيشي لتكون قارة واحدة تسمى غندوانا. بدأت فترة غندوانا عند خطوط العرض الاستوائية، وتقدمت في هذه الفترة نحو القطب الجنوبي.
في الأوردوفيشي المبكر، لا تزال كل من قارة لورنتيا (حاليا أمريكا الشمالية)، وقارة سيبيريا، وقارة بالطيقا (حاليا شمال أوروبا) مستقلة (منذ تفككها سابقا من قارة بانوتيا العظمى)، ولكن في وقت لاحق من هذه الفتر بدأت قارة بالطيقا بالتحرك نحو لورنتيا، مما تسبب في تقلص محيط ايبتوس بينهما. انفصلت قارة أفالونيا الصغيرة من غندوانا وبدأت بالتوجه شمالا نحو بالطيقا ولورنتيا. مما فتح محيط ريا بين غندوانا وأفالونيا.
كان تكون جبال تاكونيك رئيسيا في سلسلة بناء الجبال المستمرة في العصر الكمبري. وكانت درجات الحرارة معتدلة في الأوردوفيشي المبكر والأوسط، لكن في في بداية الأوردوفيشي المتأخر (460 - 450 م.س مضت)، بدأت البراكين على طول شواطئ محيط ايبتوس باطلاق كميات هائلة من ثاني أكسيد الكربون والغازات الدفيئة إلى الغلاف الجوي مما سبب احتباسا حراريا للأرض.
في البداية كانت مستويات البحار مرتفعة، ولكن عندما انتقلت غندوانا إلى الجنوب تراكم الجليد إلى كتل جليدية مسببا انخفاضا في مستويات البحر. وزاد التنوع في قيعان البحر المنخفضة، لكن التجلد القادم أدى إلى انقراض جماعي بسبب استنزاف البحار وأصبحت الأرصفة القارية جافة. خلال الأوردوفيشي وبالتحديد خلال مرحلة التريمادوشي كانت التجاوزات البحرية هي الأعظم لحفظ الأدلة.
وفي نهاية المطاف اصطدمت أقواس الجزر البركانية مع قارة أمريكا الشمالية القديمة مكونة جبال الأبلاش. وتوقفت الانبعاثات البركانية بحلول نهاية الأوردوفيشي المتأخر. واقتربت غندوانا من القطب الجنوبي وأصبحت شديدة التجلد.

### حدث نيازك الأوردوفيشي
يعتبر حدث نيازك الأوردوفيشي وابل من النيازك يعتقد انه ضرب الأرض خلال الأوردوفيشي الأوسط منذ 470 مليون سنة تقريبا، وليس له أي علاقة بحدث الانقراض الكبير.

## الجيوكيمياء

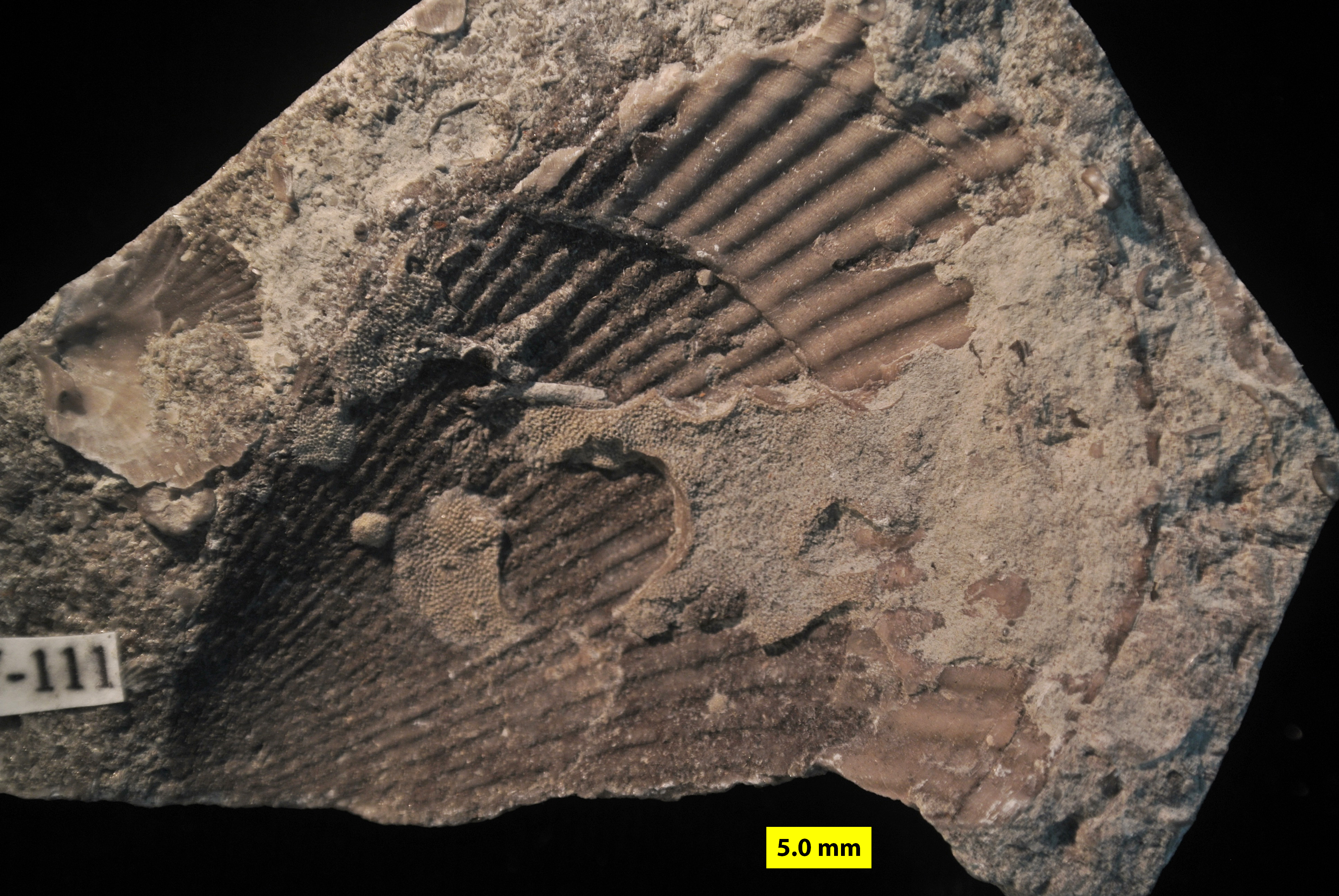
قالب خارجي من ذوات الصدفتين للعصر الأوردوفيشي، تبين أن صدفة الأراجونيت الأصلية الذائبة في قاع البحر، تاركة قالب أسمنتي لقشرة بيولوجية (تكوين واينزفيل من مقاطعة فرانكلين، إنديانا).

حدث في الأوردوفيشي تغير جيوكيمياء لبحر الكالسيت الذي كان فيه كالسيت المغنيسيوم المنخفضة راسب بحري أساسي لاعضوي من كربونات الكالسيوم. وأنتشرت الأسطح الصلبة الكربوناتية، وسرئيات الكالسيت، وأسمنت الكالسيت، والكائنات اللافقاريات مع غالبية لهياكل عظمية كالسية. ويشكل الأراجونيت الحيوي اصداف معظم الرخويات، ويذوب بسرعة في قاع البحر بعد موتها.
وعلى عكس فترة الكمبري، عندما زاد إنتاج الكالسيت من خلال العمليات الميكروبية والغير بيولوجية، أصبحت الحيوانات (والطحالب) مصدرا رئيسيا للمواد الجيرية في رواسب الأوردوفيشي.

## المناخ ومستوى البحر
شهد الأوردوفيشي أعلى مستوى للبحر خلال حقبة الحياة القديمة، وقد أدت تضاريس القارات المنخفضة لتشكل الكثير من رواسب الجروف تحت الماء بمئات الأمتار. وفي خلال معظم الأوردوفيشي المبكر ارتفع مستوى سطح البحر أكثر أو أقل بشكل مستمر، وبدأ بالتوقف نوعا ما خلال منتصف هذا العصر. حدثت بعض الانحسارات محليا، لكن استمر مستوى البحر بالارتفاع في بداية الأوردوفيشي المتأخر. وانخفض منسوب البحر بشكل طردي مع انخفاض درجات الحرارة خلال ~30 مليون سنة التي أدت إلى تجلد مرحلة الهيرنانتي. ويبدو أن مستوى سطح البحر خلال هذه المرحلة الجليدية قد ارتفع وانخفض بعض الشيء، لكن تفاصيل كثيرة لم تحل رغم الدراسات.
في بداية هذا العصر، تقريبا 486.85 م.س مضت، كان المناخ حارا جدا بسبب مستويات ثاني أكسيد الكربون العالية (4200 جزء في المليون) في الغلاف الجوي، الذي سبب أحتباسا حراريا عاليا، بعكس زمننا الحالي حيث كان التركيز أعلى بقليل من 400 جزء في المليون. ويفترض أن تكون درجة حرارة المياه البحرية حوالي 45° درجة مئوية التي حدت من تنوع كائنات متعددة الخلايا المعقدة. لكن مع مرور الوقت، أصبح المناخ أكثر برودة، ومنذ حوالي 460 مليون سنة أصبحت درجات حرارة المحيطات مماثلة للمياه الاستوائية في يومنا هذا.
وخلال الأوردوفيشي كانت غندوانا مغطاة بالبحار الضحلة بشكل كبير، وكذلك أمريكا الشمالية وأوروبا. وقد شجعت المياه الضحلة الصافية القريبة من الرصيف القاري على نمو الكائنات التي قد ترسبت كربونات الكالسيوم على أصدافها وأجزائها الصلبة. وغطى محيط بانثالاسا جزءا كبيرا من نصف الكرة الشمالي، وشمل المحيطات الثانوية الأخرى مثل تثيس البدائي، وتيثس القديم، ومحيط خانتي الذي انغلق خلال الأوردوفيشي المتأخر، ومحيط ايبتوس وريا الجديد.
مع تقدم الأوردوفيشي، تبينت أدلة على أن أنهارا جليدية كانت على يابسة تعرف حاليا بأفريقيا وأمريكا الجنوبية كانت بالقرب من القطب الجنوبي ومغطاة بالجليد.

## الحياة

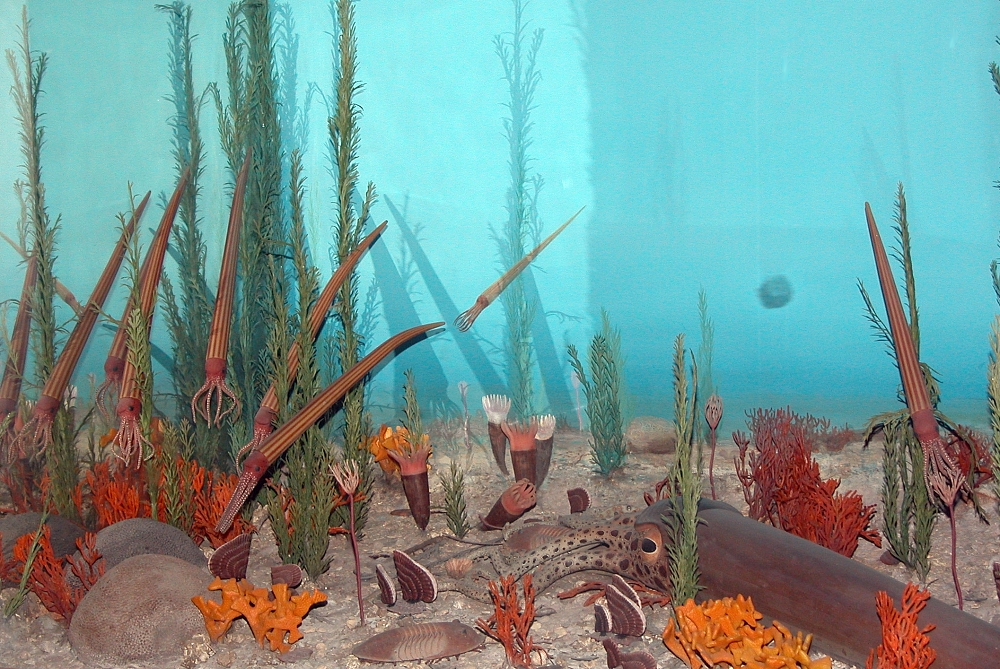
ديوراما تصف حياة الأوردوفيشي النباتية والحيوانية.

استمر ازدهار معظم الحياة للأوردوفيشي المتأخر، ولكن عند قرب نهاية العصر حدث انقراض جماعي أثر بشكل كبير على أشكال العوالق مثل مخروطيات الأسنان، والجرابتوليتات. وانقرضت بعض أنواع ثلاثيات الفصوص مثل المجهولات، والبتكوباريدا، وتناقصت أعداد الغامضات. كما تأثر بشكل كبير كل من عضديات الأرجل، والحيوانات الحزازية، وشوكيات الجلد، وأنقرض كل من رأسيات القدم وداخليات القرن، باستثناء محتمل لأشكال السيلوري النادرة. وقد يكون انقراض أوردوفيشي-السلوري بسبب العصر الجليدي الذي وقع في نهاية الأوردوفيشي، وبسبب زيادة النباتات البرية الأولى، كانت نهاية الأوردوفيشي المتأخر من أبرد الأزمنة خلال آخر 600 مليون سنة من تاريخ الأرض.

### الحياة الحيوانية

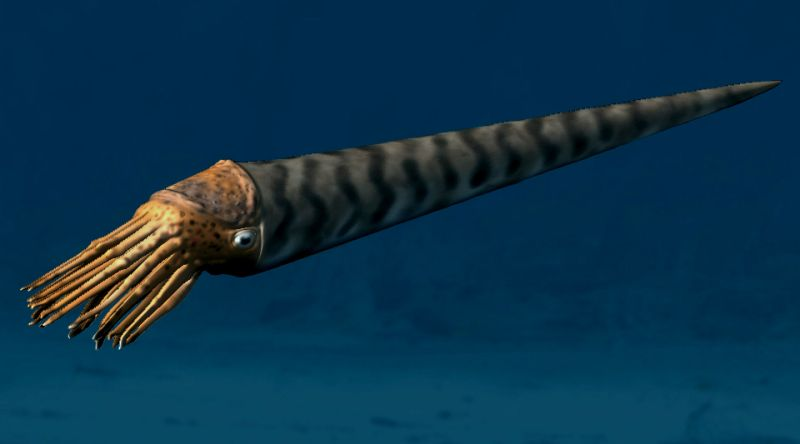
كانت النوتويديات كمستقيمة القرن من بين أكبر الحيوانات المفترسة في الأوردوفيشي.

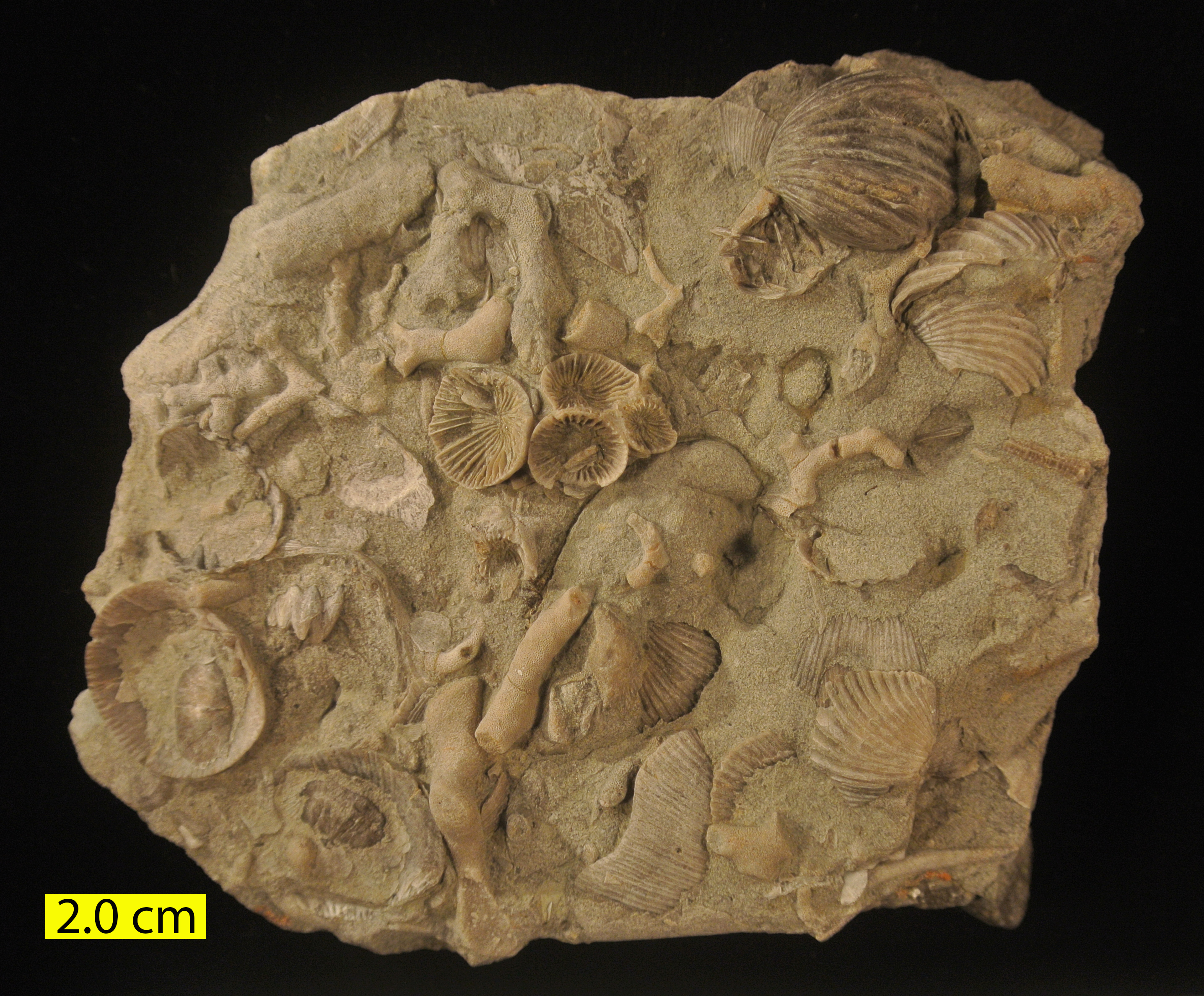
لوحة من الحجر الجيري الأحفوري من تكوين ليبرتي (الأوردوفيشي الأعلى) من حديقة قيصر كريك بالقرب من وينسفيل، أوهايو.

بصفة عامة، أصبحت الحياة الحيوانية التي ظهرت في الأوردوفيشي نموذجا لما تبقى من حقبة الحياة القديمة. واستطاعت الحيوانات العيش بواسطة المجتمعات المنظمة من المغذيات المستعلقة بصورة رئيسية مع السلسلة الغذائية القصيرة، مما يجعل النظام البيئي يصل إلى درجة جديدة من التعقيد أبعد من الحياة الحيوانية التي كانت في الكمبري، والتي استمرت حتى يومنا هذا.
تميز الأوردوفيشي بتشعب تكيفي، وإن كان أقل شهرة من الانفجار الكمبري؛ فقد زادت أجناس الحياة البحرية أربعة أضعاف، لتصبح 12% من الحياة البحرية المعروفة في دهر الحياة الظاهرة. وقد حصل تغير آخر في الحياة الحيوانية، وهي الزيادة الكبيرة في الكائنات المغذية الترشيح. أستطاعت كائنات الكمبري مثل ثلاثيات الفصوص، وذراعيات الأرجل اللا مفصلية، والقدحيات القديمة، وشوكيات الجلد من الصمود والاستمرار كالتي عاشت خلال حقبة الحياة القديمة مثل ذراعيات الأرجل المفصلية، والرأسقدميات، وزنابق البحر. وقد حلت ذراعيات الأرجل المفصلية مكان ثلاثيات الفصوص عند المنحدرات. ويكمن نجاحها بسبب الزيادة الكبيرة في الأوردوفيشي إلى تنوع الكائنات التي تفرز أصدافها الكربونات مقارنة بالكمبري.
في الأوردوفيشي كانت البحار القارية الضحلة غنية بالحياة وخاصة في أمريكا الشمالية وأوروبا، وكانت ثلاثيات الفصوص وذراعيات الأرجل أكثرها تنوعا على وجه الخصوص. رغم أن المرجان المنفرد يعود تاريخه إلى الكمبري على الأقل، فقد ظهرت تشكل الشعاب المرجانية في الأوردوفيشي المبكر، ما يقابل زيادة في استقرار الكربونات، وبالتالي زيادة جديدة من الحيوانات المتكلسة. وأصبحت الرخويات التي ظهرت خلال الكمبري وحتى خلال الإدياكاري شائعة ومتنوعة، خصوصا ذوات الصدفتين، بطنيات القدم، ورأسيات الأرجل النوتويديات. وازدهرت الجرابتوليت في المحيطات. وقد ظهرت بعض الكيسيات والزنبقيات الجديدة.
كان يعتقد منذ فترة طويلة أن أول الفقاريات الحقيقية (مثل الأسماك المدرعة) قد ظهرت في الأوردوفيشي، ولكن الاكتشافات الأخيرة التي تمت في الصين تكشف عن أنها ربما نشأت في الكمبري المبكر.[بحاجة لمصدر] وظهرت أولى الفكيات في الأوردوفيشي المتأخر.
في الأوردوفيشي المبكر انضمت ثلاثيات الفصوص إلى أنواع جديدة من الكائنات الحية، مثل المرجان المصفح، والستروفومنيدا، والرينكونيليد، وكثير من أورثيدات ذراعيات الأرجل الجديدة، والمرجانيات، والعوالق، والجرابتوليت، ومخروطيات الأسنان والعديد من أنواع الرخويات وشوكيات الجلد، مثل نجوم البحر الهشة ("ophiuroids") ونجوم البحر الأولى. ومع ذلك ظلت ثلاثيات الفصوص وفيرة، واستمرت جميع رتب الكمبري المتأخر وانضمت إلى المجموعة الجديدة عدسيات الوجه ("Phacopida").
وفي الأوردوفيشي الأوسط تبدلت مجتمعات ثلاثيات الفصوص المهيمنة في الأوردوفيشي المبكرة بالنظم الإيكولوجية المختلطة، التي ازدهرت فيها ذراعيات الأرجل، والمرجانيات، والرخويات، والكورنوليتيدات، وتينتاكيوليتيدت وشوكيات الجلد، وتنوعت المرجانيات المصفحة وظهرت أولى المرجانيات المجعدة. ظلت عوالق الجرابتوليت متنوعة، بمظهر دبلوجرابتي. وأصبحت عملية الحت الحيوية مهمة، ولا سيما في هياكل الكالسيت العظمية السميكة للمرجان، والحيوانات الحزازية وذراعيات الأرجل، وبشكل مكثف على كربونات الأسطح الصلبة التي ظهرت بكميات كبيرة في هذا الوقت. واحد أقدم الفقاريات المعروفة في الأوردوفيشي الأوسط هي اللافكيات المدرعة («الأسماك المدرعة»)، والأراندا. وخلال الأوردوفيشي الأوسط حدثت زيادة كبيرة في كثافة وتنوع في كائنات الحت الحيوي. وقد عرف هذا باسم ثورة الأوردوفيشي للحت الحيوي. وقد تميزت بالوفرة المفاجئة للأثار الاحفورية للركائز الصلبة مثل التريبانيت، والسابيليات القديمة، والبتروكسستيس والأوسبريونيدس. وظهرت عدة مجموعات من ذوات التعايش الداخلي في الأوردوفيشي.
تعتبر ثلاثيات الفصوص في الأوردوفيشي مختلفة جدا مقارنة مع سابقاتها في العصر الكمبري. حيث أن الكثير منها طور أشواك غريبة وعقيدات لتدافع عن نفسها ضد الحيوانات المفترسة مثل عريضات الأجنحة البدائية والنوتويدات بينما ثلاثيات الفصوص الأخرى مثل الأنجلينا بريسكا (Aeglina prisca) تطورت لتصبح على أشكال قادرة على السباحة. وبعض ثلاثيات الفصوص تطورت خطومها لتصبح شبيهة بالمجرفة لكي تحرث قاع البحر الموحل. وطور نوع آخر غير عادي من ثلاثيات الفصوص يعرف باسم الترينوكلويدات (trinucleids) حواف منقرة حول دروع رأسها. بعض ثلاثيات الفصوص مثل «الأسفوس كوالوسكي» (Asaphus kowalewski) طورت اعناق طويلة بأعين لتساعدها في اكتشاف الحيوانات المفترسة بينما عيونها الأخرى اختفت تمامًا. تشير تحاليل الساعة الجزيئية إلى أن العناكب الأولية قد بدأت بالحياة على اليابسة بنهاية الأوردوفيشي.

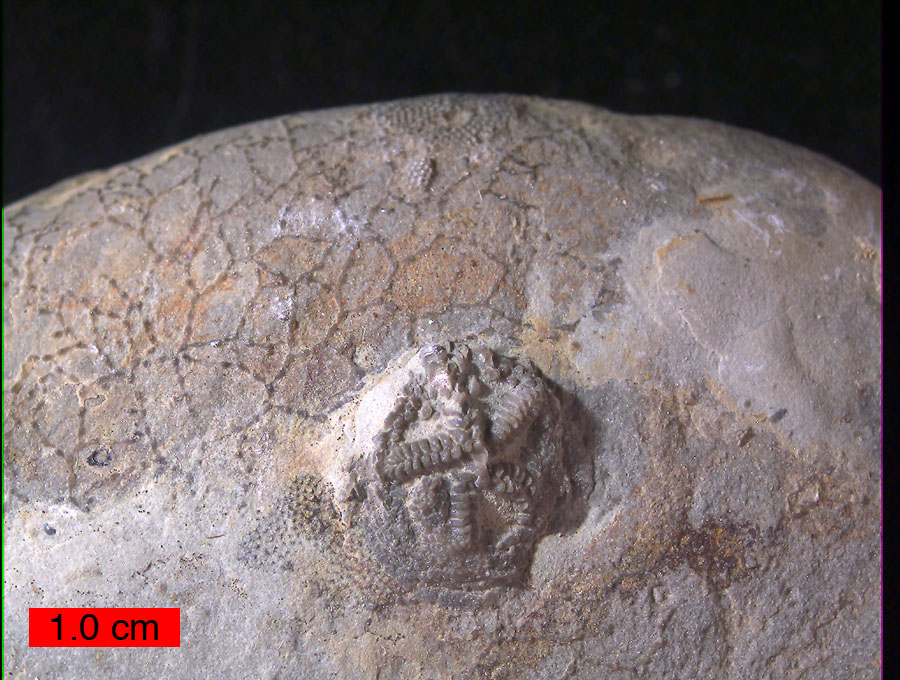
ادريواسترويد (Cystaster stellatus) من الأوردوفيشي العلوي على حصاة من تكوين كوب في شمال ولاية كنتاكي. والخلفية لحيوانات حزازية الفم المستدير.
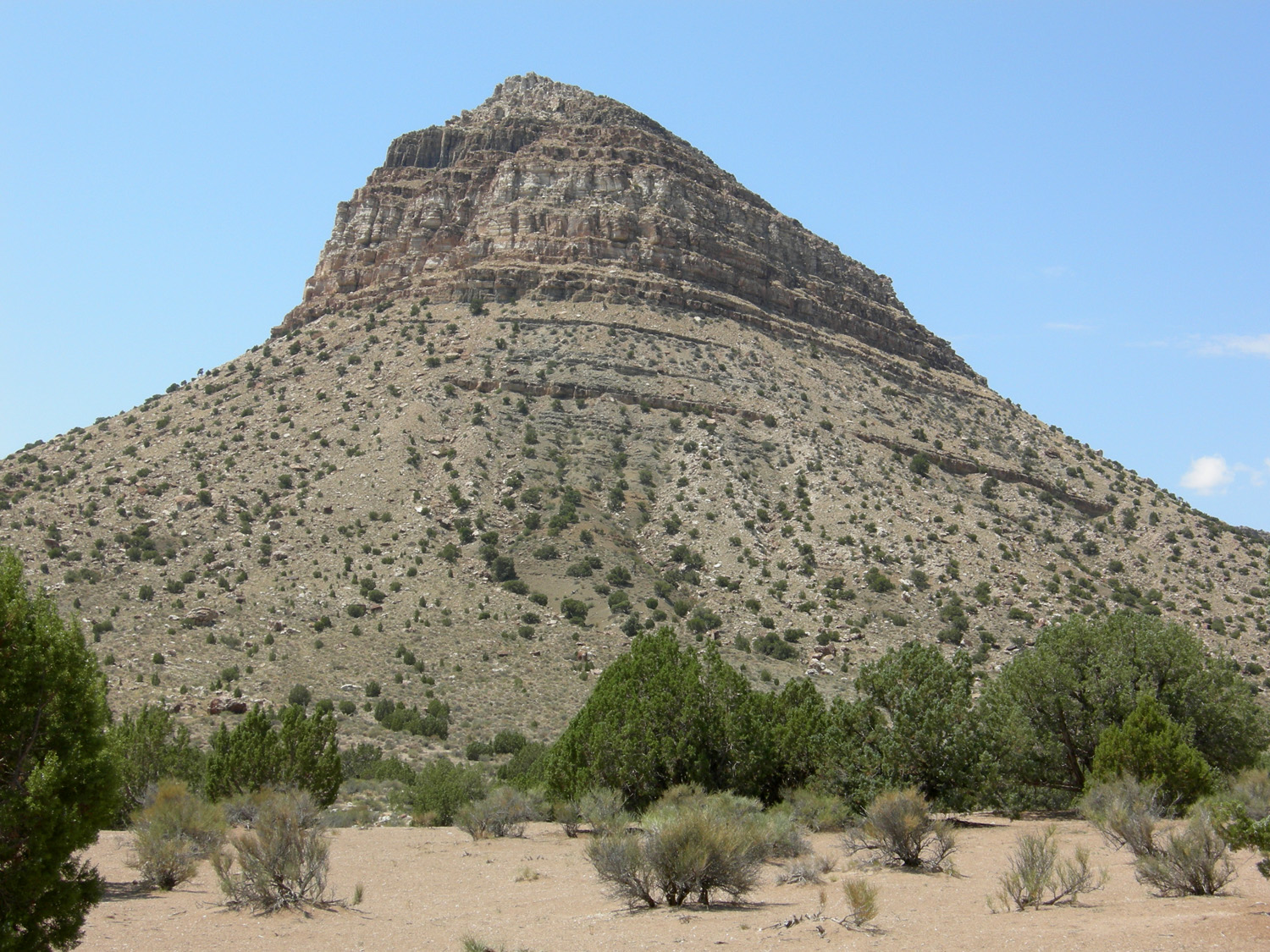
جبل أحفوري، وسط غرب ولاية يوتا؛ رواسب صخرية متحجرة وحجر جيري في النصف السفلي للأوردوفيشي الأوسط.
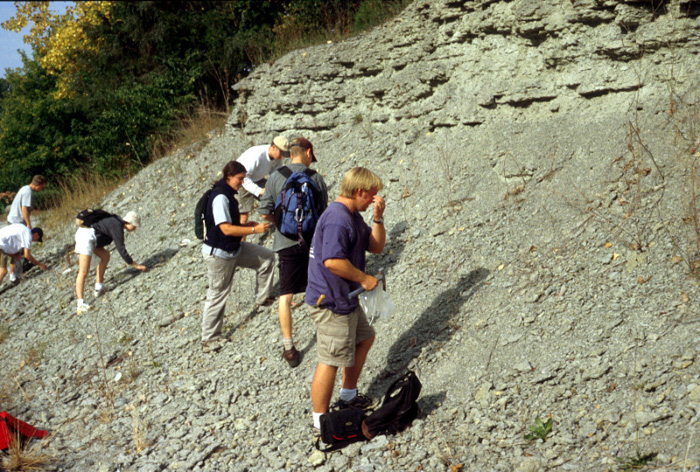
نتوء من الأوردوفيشي العلوي لحجر جيري وطفل، جنوب إنديانا؛ طلاب كلية ووستر.
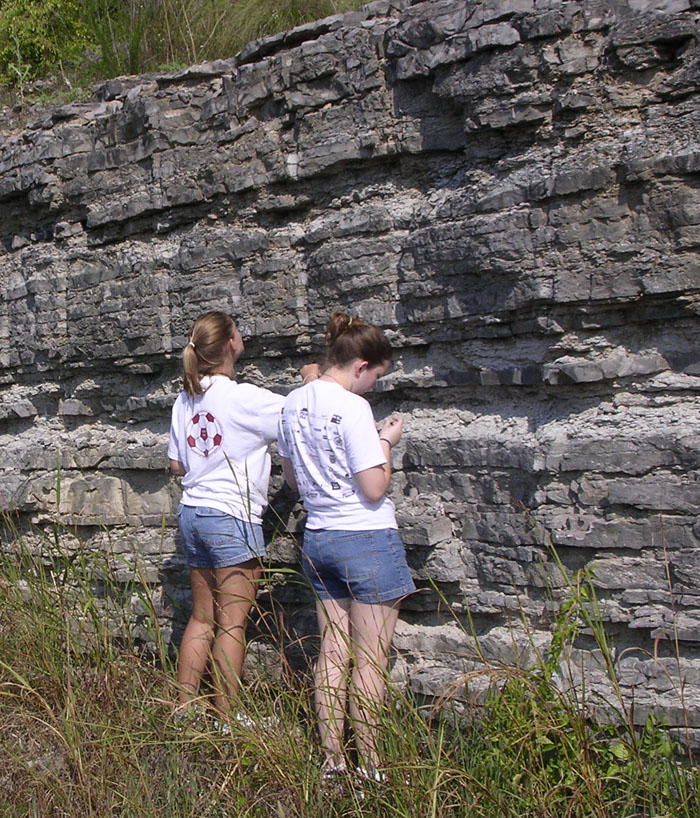
نتوء لحجر جيري وسجيل ثانوي من الأوردوفيشي العلوي، وسط تينيسي؛ طلاب كلية ووستر.
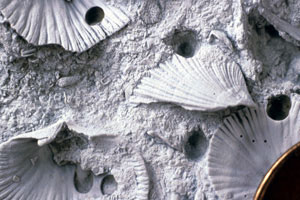
تجويف لتريبانتس في الاراضي الصلبة من لأوردوفيشي، جنوب شرق ولاية انديانا.
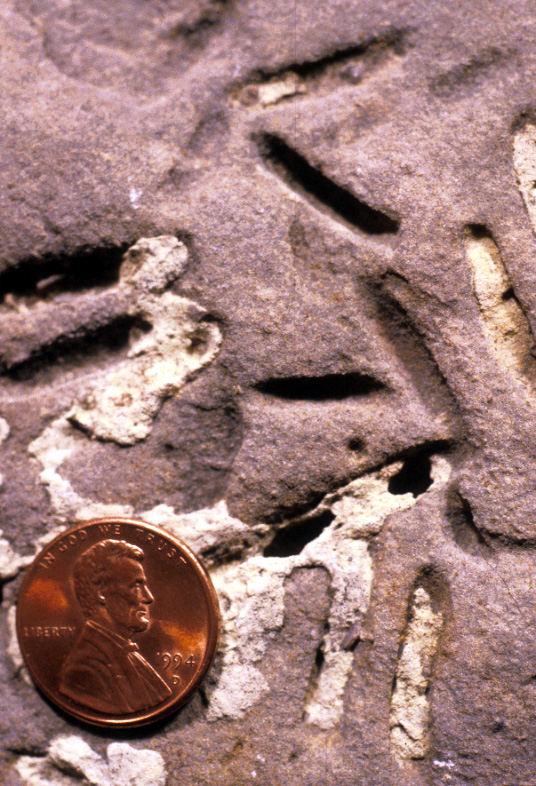
تجويف لبتروكستس في الاراضي الصلبة من لأوردوفيشي، جنوب أوهايو.
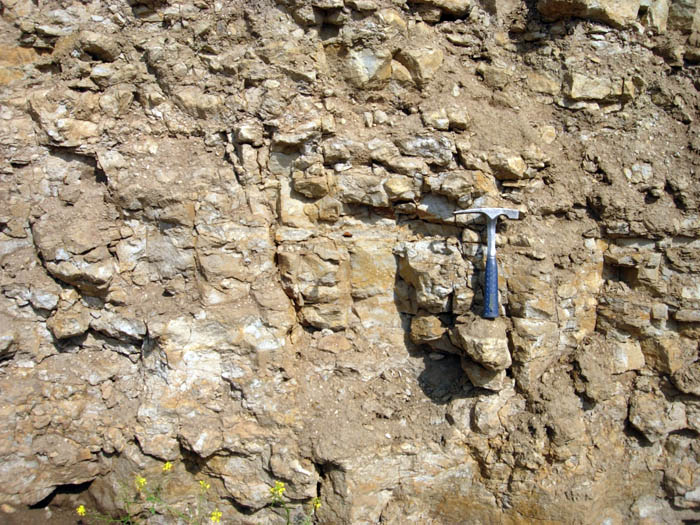
نتوء لصخر كوكرسيت الزيتي من الأوردوفيشي، شمال استونيا.
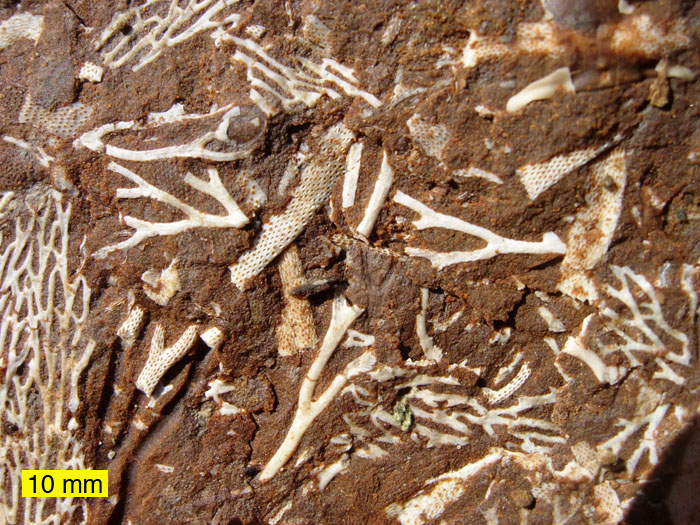
أحافير حيوانات حزازية في صخر كوكرسيت الزيتي من الأوردوفيشي، شمال استونيا.
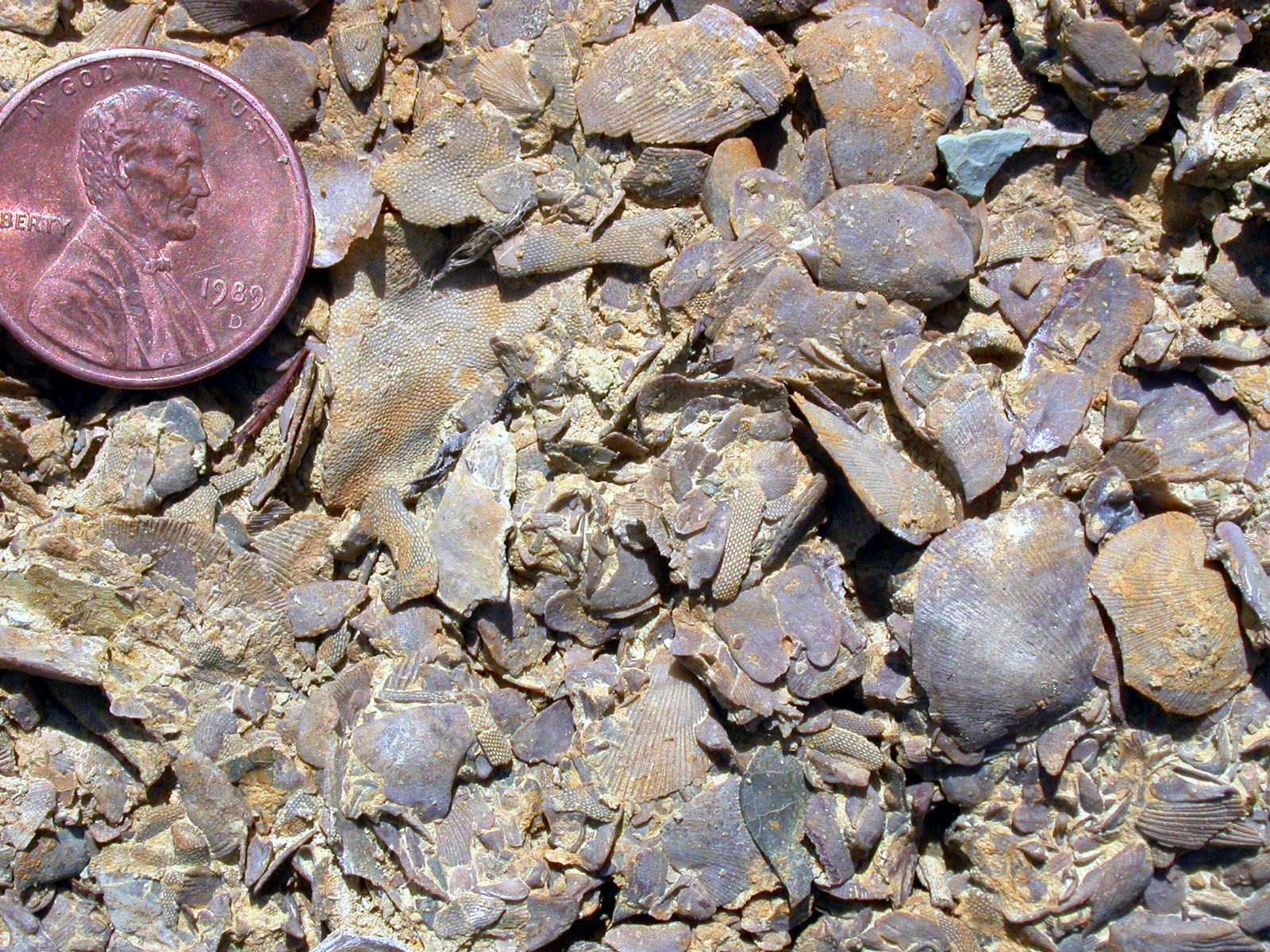
ذراعيات الأرجل وحيوانات حزازية في حجر جيري من الأوردوفيشي، جنوب ولاية مينيسوتا.
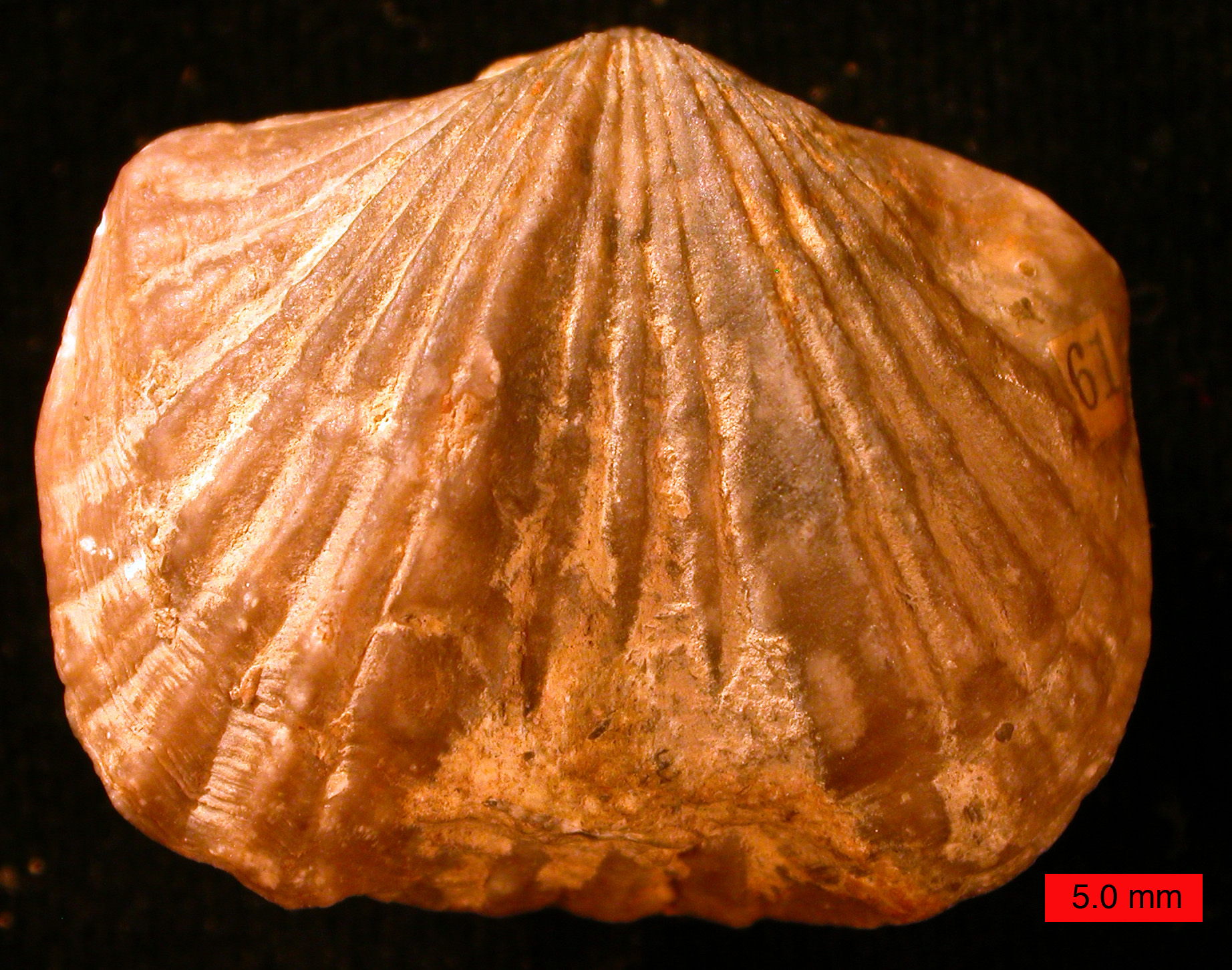
فينالدوستروفيا بونديروس (Vinlandostrophia ponderosa) من الأوردوفيشي العلوي بالقرب من ماديسون، إنديانا. المقياس 5.0 مم.
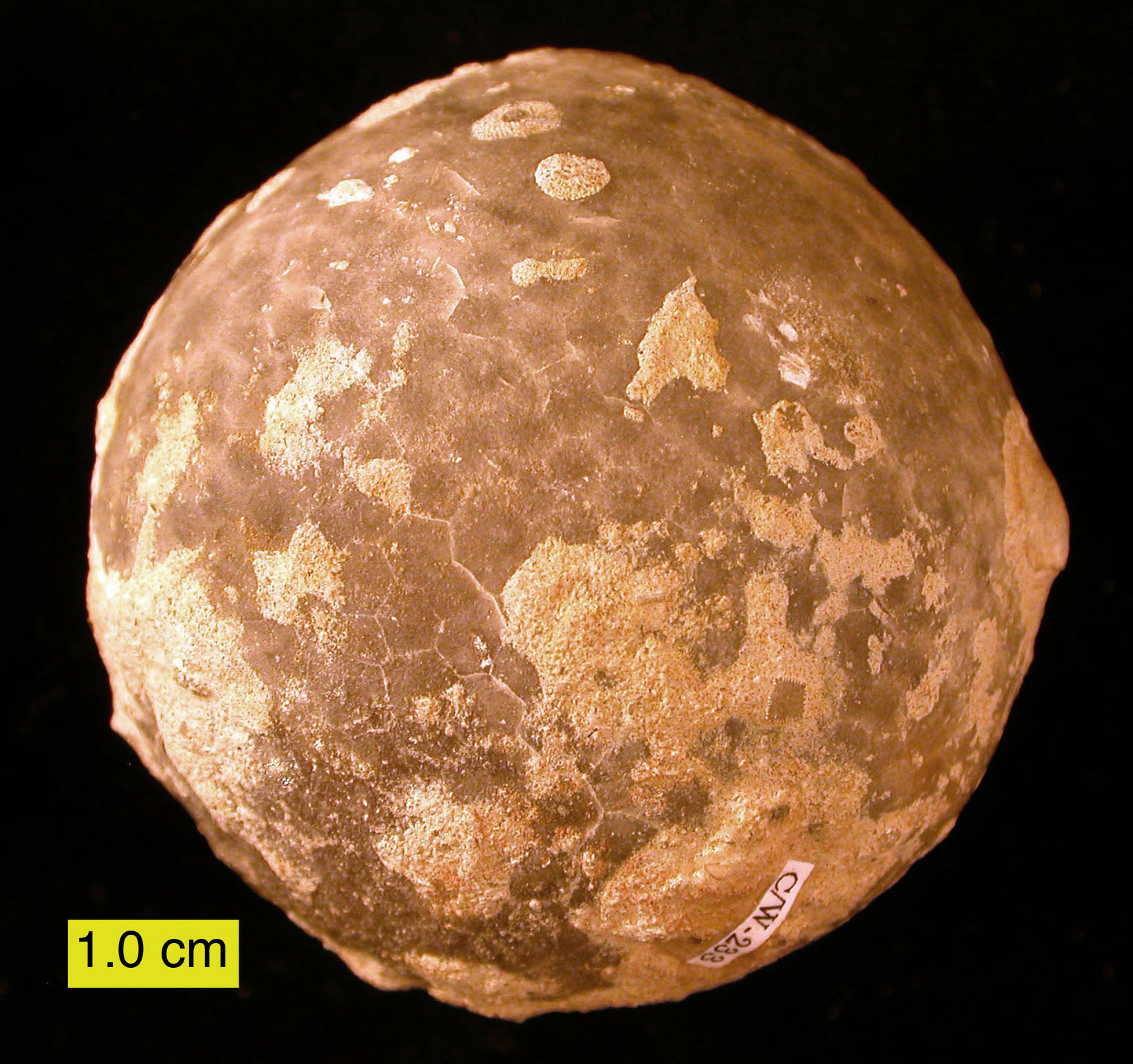
إكينوسفريتيز الكيسية الشكل (وهي من شوكيات الجلد المنقرضة) من شمال شرق استونيا؛ قطرها حوالي 5 سم.
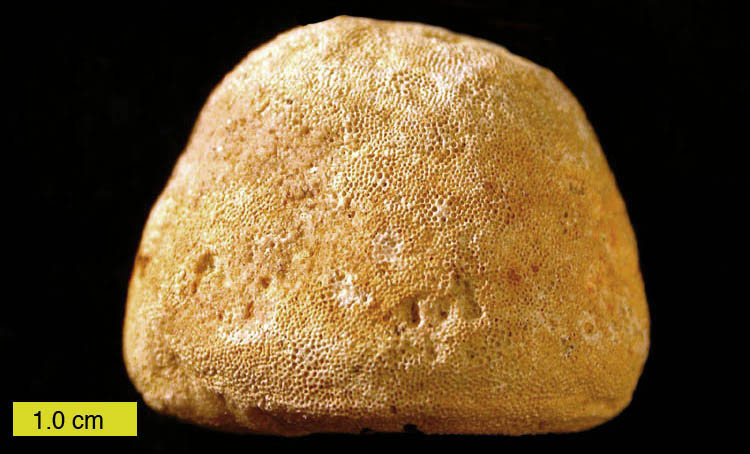
حيوانان "البراسوبورا"، و"التريبوستوم" من الأوردوفيشي من ولاية ايوا.
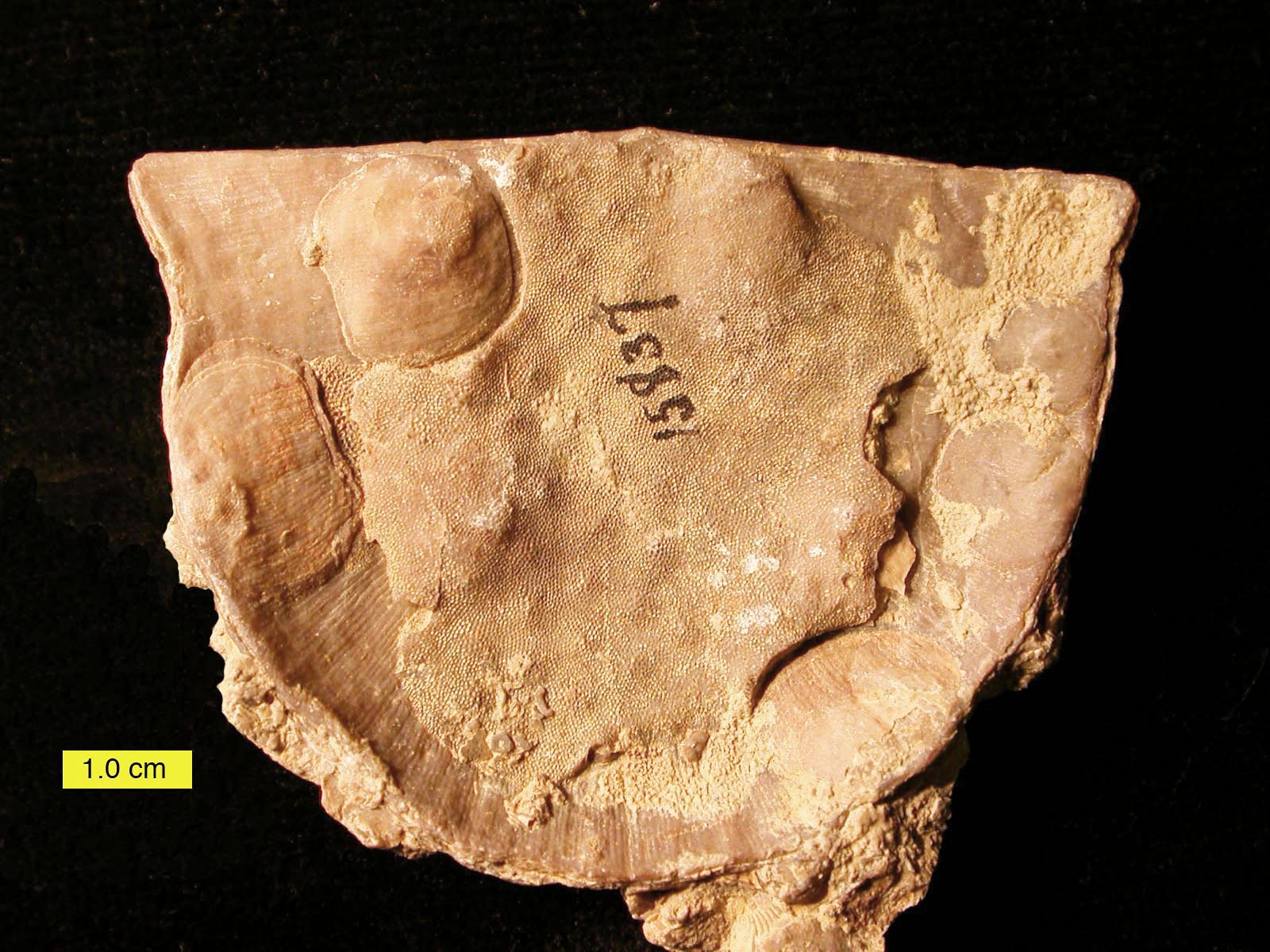
ستروفومند عضديات الأرجل مع عضديات أرجل غير متمفصلة مغطاة وحيوانات حزازية.
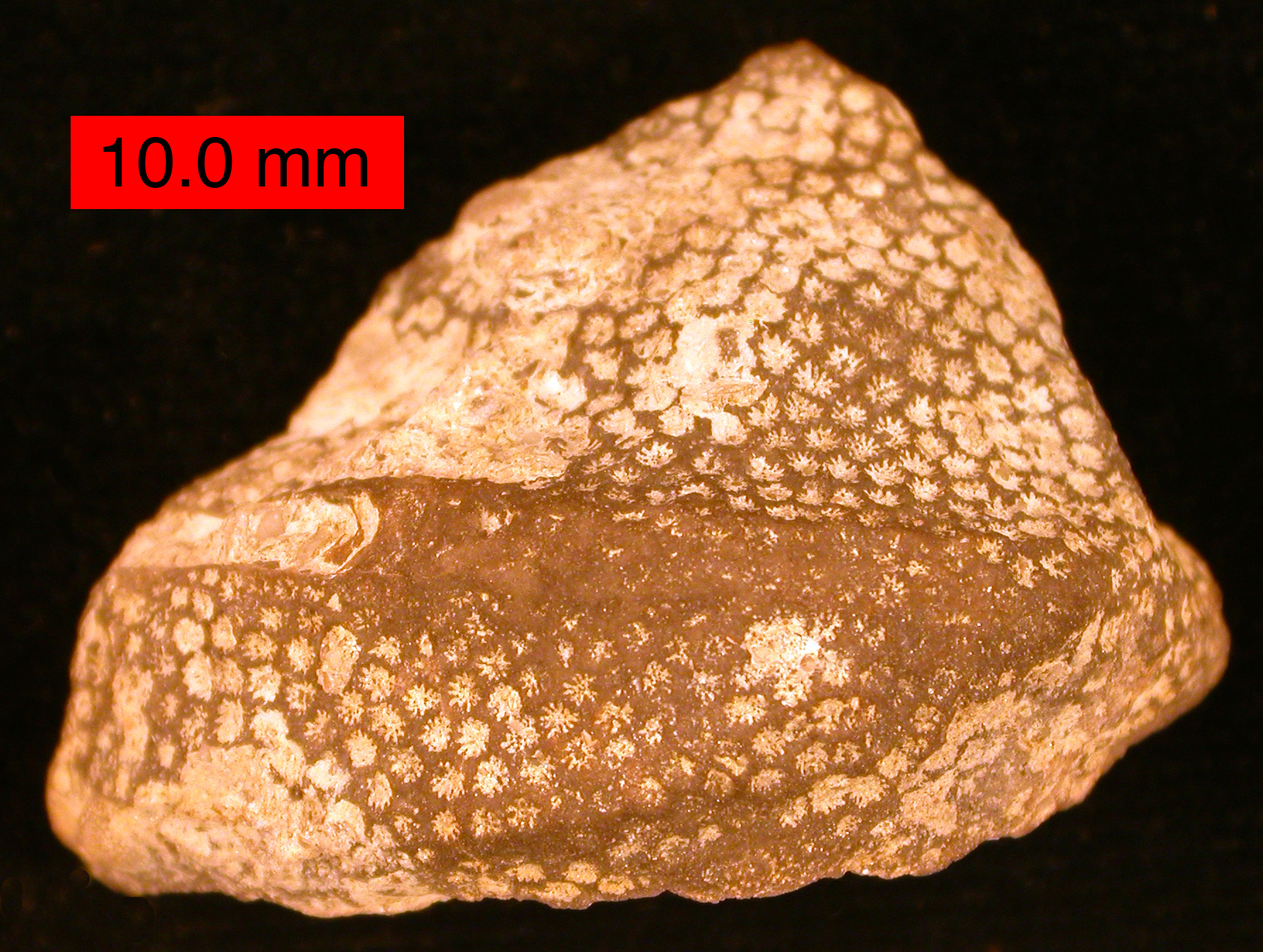
مرجان شمسي (Protaraea richmondensis) يغطى بطنيات قدم؛ سينسيناتي (الأوردوفيشي العلوي) في جنوب شرق إنديانا.
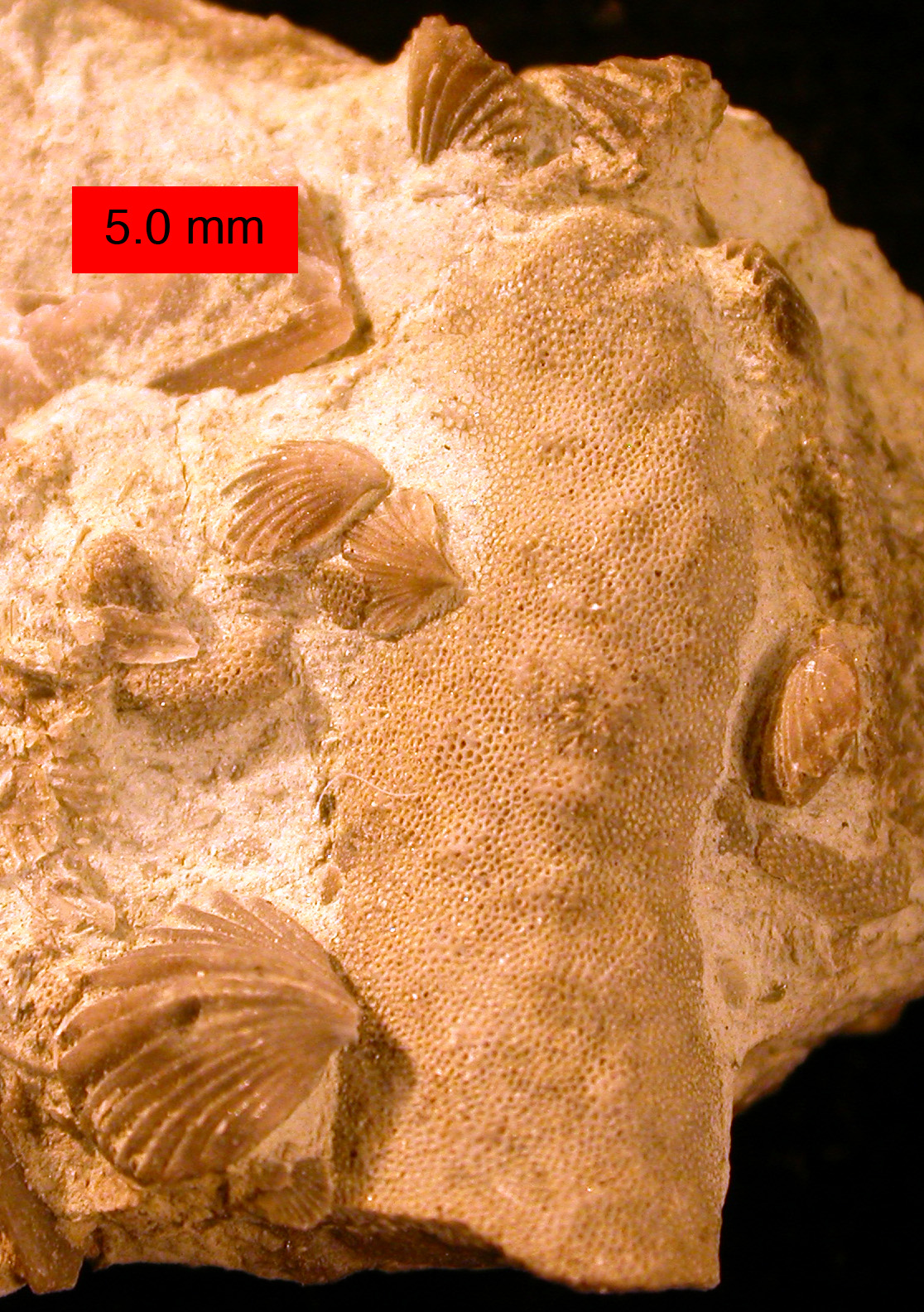
زيغوسبيرا موستا (Zygospira modesta)، وعضديات أرجل الأتريبيد، محفوظة في مواقعها الأصلية على حيوان التريبوستوم الحزازي؛ سينسيناتي (الأوردوفيشي العلوي) في جنوب شرق إنديانا.
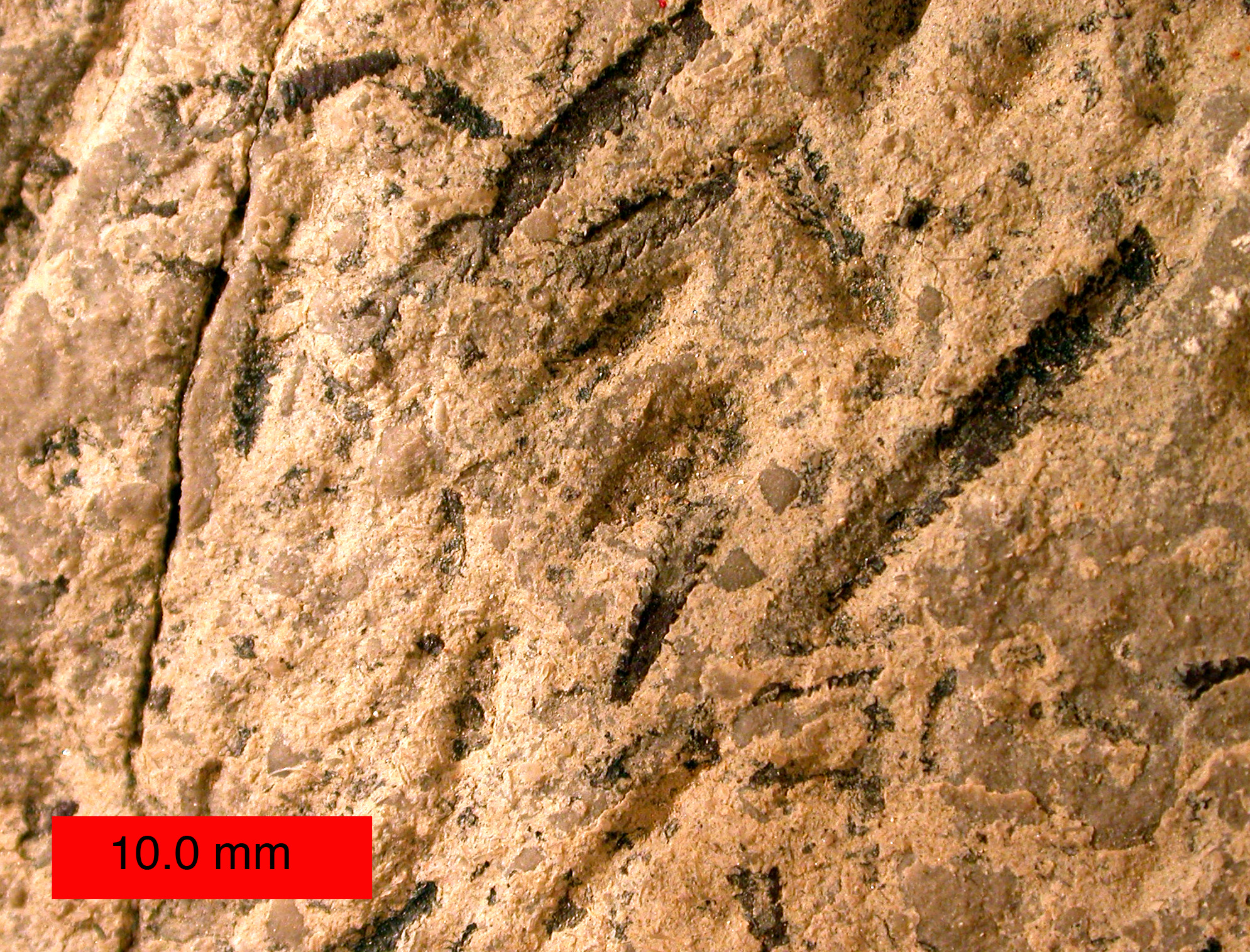
جرابتوليت (Amplexograptus) من الأوردوفيشي قرب كاني سبرينجز، ولاية تينيسي.

### الحياة النباتية
كانت الطحالب الخضراء منتشرة في أواخر الكمبري وفي الأوردوفيشي. قد تكون النباتات الأرضية نشأت من الطحالب الخضراء، وكان أول ظهور لها بأشكال غير وعائية صغيرة تشبه النباتات الكبدية. وتم تحديد الأبواغ الأحفورية للنباتات البرية في الرواسب العلوية للأوردوفيشي.

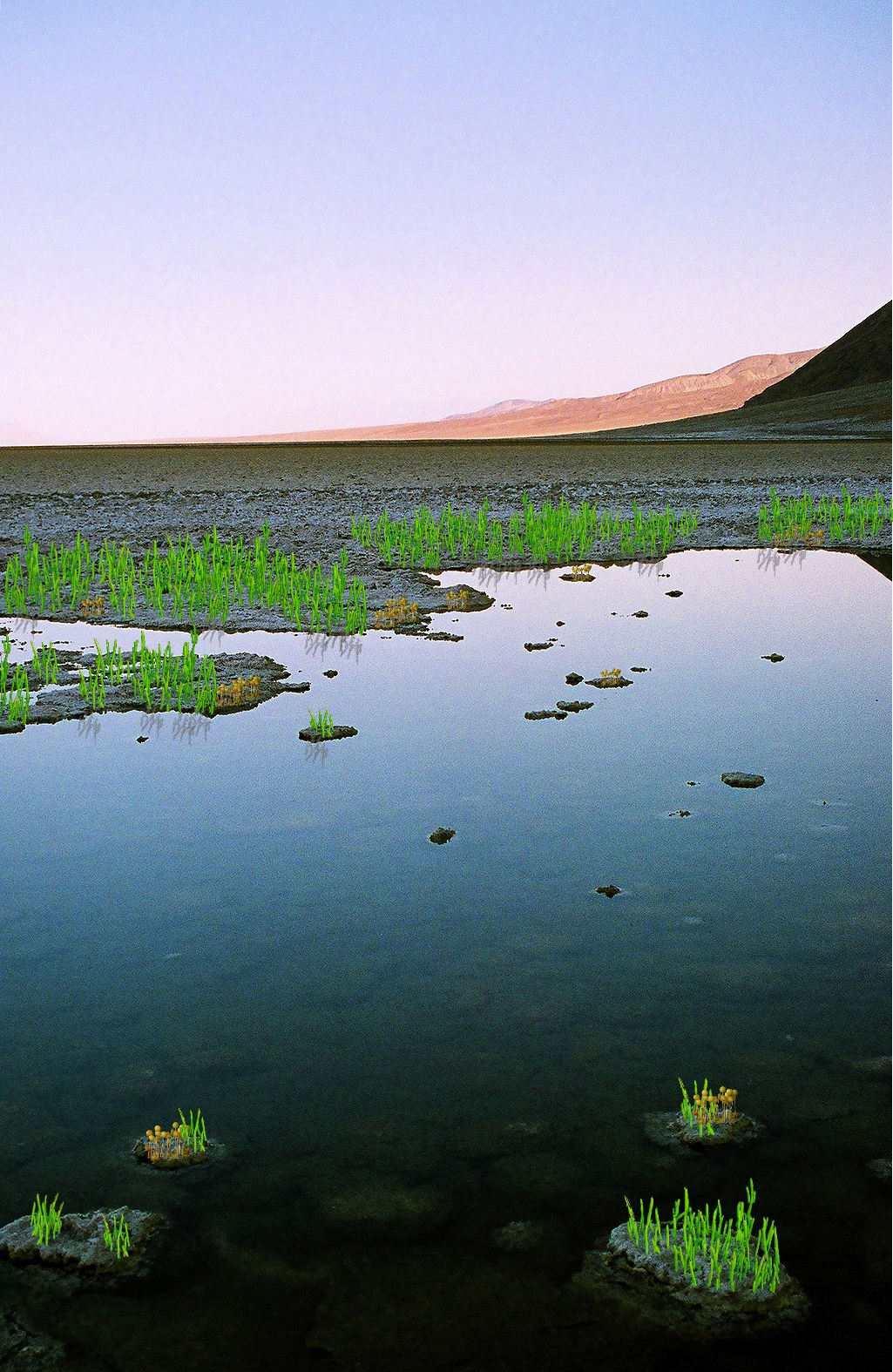
مستعمرة أرضية قد تكون اقتصرت على الشواطئ

من بين فطريات الأرض الأولى قد تكون فطريات جذرية شجيرية (الكببيات)، وقد لعبت دورا مهما في تسهيل استعمار النباتات للأرض من خلال تعايش الفطريات الجذرية، الأمر الذي يوفر المغذيات المعدنية لخلايا النبات؛ مثل الخيوط الفطرية المتحجرة والأبواغ للأوردوفيشي التي عثر عليها في ويسكونسن ويقدر تاريخها قبل نحو 460 مليون سنة، الوقت الذي كانت فيه الحياة النباتية البرية تتألف فقط من النباتات الشبيهة اللاوعائية.

## نهاية العصر
انتهى الأوردوفيشي بسلسلة من الانقراضات الجماعية، لتصبح ثاني أكبر انقراض من الخمسة الكبرى في تاريخ الأرض من ناحية نسبة الأجناس المنقرضة. حيث أن أكبر حدث كان انقراض البرمي-الثلاثي.
وقع الانقراض منذ ما يقرب من 447 - 444 مليون سنة مضت وكانت علامة فاصلة بين الأوردوفيشي والسيلوري الذي يليه. في ذلك الوقت كانت جميع الكائنات المتعددات الخلايا المعقدة التي كانت تعيش في البحر، و49% تقريبا من أجناس الحياة الحيوانية قد اختفت إلى الأبد؛ تناقص أعداد عضديات الأرجل والحيوانات الحزازية بشكل كبير، بالإضافة إلى الكثير من فصائل ثلاثيات الفصوص، ومخروطيات الأسنان والجرابتوليت.
إن أكثر النظريات الشائعة قبولا هي أن هذه الأحداث قد حدثت بعد ظروف البرد القاسية في أواخر مرحلة الكاتي، وعقبه العصر الجليدي، في مرحلة الهيرنانتي الحيوانية، التي انتهت بظروف الاحتباس الحراري المستقرة الطويلة النموذجية للأوردوفيشي.
من المحتمل أن العصر الجليدي لم يستغرق وقتا طويلا، تبين دراسة نظائر الأكسجين في أحافير ذراعيات الأرجل أن المدة قد تكون من 0.5 إلى 1.5 مليون سنة فقط. ويقدر باحثون آخرون أن الظروف المعتدلة لم تعود حتى أواخر السيلوري.
سبق تجلد الأوردوفيشي المتأخر انخفاضا في ثاني أكسيد الكربون المكون للغلاف الجوي (من 7000 جزء في المليون إلى 4400 جزء في المليون). وكان سبب الانخفاض النشاط البركاني الذي رسب صخور سيليكات جديدة، التي سحبت ثاني أكسيد الكربون من الهواء أثناء تآكلها، مما أثرت بشكل انتقائي على البحار الضحلة حيث عاشت معظم الكائنات الحية. كما أن انجرف جنوب القارة جندوانا العملاقة نحو القطب الجنوبي شكل قمم جليدية عليها، والتي تم أكتشافها في الطبقات الصخرية العلوية للأوردوفيشي شمال أفريقيا ومن ثم بمحاذاة شمال شرق أمريكا الجنوبية، والتي كانت موقع القطب الجنوبي في ذلك الوقت.
انخفض مستوى سطح البحر بسبب زيادة الأنهار الجليدية، وانسحبت البحار الأوردوفيشية الضحلة من داخل القارات وقضت على الكثير من النمط الحياتي، وبعد عودتها كانت بأعداد ضئيلة بندرة من فصائل الكائنات الحية، ثم تراجعت مرة أخرى مع موجة قادمة من التجلد، لتقضي على التنوع البيولوجي في كل تغير. تأثرت الأنواع التي تقتصر في البحار الداخلية مفردة على أراضي معينة. أصيبت أشكال الحياة الاستوائية بشكل خاص في الموجة الأولى من الانقراض، بينما أنواع الكائنات التي تعيش في المياه الباردة أصيبت بشكل أسوأ في الموجة الثاني.
لم ينج إلا الأنواع التي تأقلمت مع الظروف المتغيرة وملأت البيئات الإيكولوجية بعد الانقراض. تسبب ذوبان الجليد في نهاية الحدث الثاني بارتفاع مستوى سطح البحر واستقرار مرة أخرى. وقد أدى انتعاش تنوع الحياة مع الفيضانات المتكررة على الجروف القارية في بداية السيلوري إلى زيادة التنوع البيولوجي ضمن رتب حيوانية ناجية.
عام 2006 توقع أدريان ميلوت [الإنجليزية] هناك فرضية أخرى للانقراض وهي أن عشر ثواني من انفجار أشعة غاما قد دمرت طبقة الأوزون وعرضت الحياة البرية وحياة البحر السطحية لإشعاعات فوق بنفسجية قاتل وبداية التبريد العالمي.
دراسة حديثة عن تسلسل الطبقات للأوردوفيشي المتأخر تبين أن الانقراض الجماعي كانت حلقة واحدة طال أمدها عدة مئات من آلاف السنين، مع تغيرات مفاجئة في عمق المياه ومعدل الترسيب أنتجت اثنتين من النبضات لآخر وجود من الأنواع.

## الأقسام الفرعية
استخدم عدد من المصطلحات الإقليمية للإشارة إلى التقسيمات الفرعية للأوردوفيشي. في عام 2008 أقامت اللجنة الدولية للطبقات (ICS) نظام دولي رسمي للتقسيمات الفرعية كالتالي:
| العصر       | الفترة     | المرحلة     | أهم الأحداث | البداية (م.س.مضت) |
| ----------- | ---------- | ----------- | --- | ----------------- |
| السيلوري    | اللاندوفري | الروداني    | أحدث | أحدث              |
| الأوردوفيشي | المتأخر    | الهيرنانتي  | - أحداث جيولوجية: - أحداث حيوية : بداية حدث الأوردوفيشي العظيم للتنوع الحيوي مع زيادة عدد العوالق: تنوع اللافقاريات إلى العديد من الأنواع الجديدة (خاصة عضديات الأرجل والرخويات؛ على سبيل المثال رأسيات الأرجل ذات الصدفة الطويلة المستقيمة مثل مستقيمات القرن الطويلة والمتنوعة). ظهور المرجان، وعضديات الأرجل (مثل أورثيدا، والستروفومنيدا، الخ.)، وذوات الصدفتين، ورأسيات الأرجل (البحاريات)، والثلاثيات الفصوص، والصدفيات، والحيوانات الحزازية، وأنواع كثيرة من شوكيات الجلد (براعم البحر، والكيسانيات، وزنابق البحر، وقنافذ البحر، وخيار البحر، والأشكال الشبيهة بالحيوانات النجمية، إلخ)، والجرابتوليتات المتشعبة، وأصناف أخرى شائعة. لا زالت الاكريتاركات موجودة وشائعة. أصبحت رأسيات الأرجل مهيمنة وشائعة، مع ميل بعضها إلى الصدفة الحلزونية. تناقص الأنومالوكاريدات. ظهرت النوتيانيات الغامضة. ظهرت أسماك عريضات الأجنحة وقوقعيات الأدمة، وربما كانت الأخيرة سبباً في ظهور الأسماك الفكية في نهاية العصر. ظهرت الفطريات البرية الغير مثيرة للجدل والنباتات الأرضية بالكامل. العصر الجليدي في نهاية هذا العصر، فضلاً عن سلسلة من أحداث الانقراضات الجماعية، مما أدى إلى مقتل بعض رأسيات الأرجل والعديد من عضديات الأرجل، والحيوانات الحزازية، وشوكيات الجلد، والجرابتولايت، وثلاثيات الفصوص، والمحاريات، والشعاب المرجانية، ومخروطيات الأسنان. | 445.2 ± 0.9       |
| الأوردوفيشي | المتأخر    | الكاتي      | - أحداث جيولوجية: - أحداث حيوية : بداية حدث الأوردوفيشي العظيم للتنوع الحيوي مع زيادة عدد العوالق: تنوع اللافقاريات إلى العديد من الأنواع الجديدة (خاصة عضديات الأرجل والرخويات؛ على سبيل المثال رأسيات الأرجل ذات الصدفة الطويلة المستقيمة مثل مستقيمات القرن الطويلة والمتنوعة). ظهور المرجان، وعضديات الأرجل (مثل أورثيدا، والستروفومنيدا، الخ.)، وذوات الصدفتين، ورأسيات الأرجل (البحاريات)، والثلاثيات الفصوص، والصدفيات، والحيوانات الحزازية، وأنواع كثيرة من شوكيات الجلد (براعم البحر، والكيسانيات، وزنابق البحر، وقنافذ البحر، وخيار البحر، والأشكال الشبيهة بالحيوانات النجمية، إلخ)، والجرابتوليتات المتشعبة، وأصناف أخرى شائعة. لا زالت الاكريتاركات موجودة وشائعة. أصبحت رأسيات الأرجل مهيمنة وشائعة، مع ميل بعضها إلى الصدفة الحلزونية. تناقص الأنومالوكاريدات. ظهرت النوتيانيات الغامضة. ظهرت أسماك عريضات الأجنحة وقوقعيات الأدمة، وربما كانت الأخيرة سبباً في ظهور الأسماك الفكية في نهاية العصر. ظهرت الفطريات البرية الغير مثيرة للجدل والنباتات الأرضية بالكامل. العصر الجليدي في نهاية هذا العصر، فضلاً عن سلسلة من أحداث الانقراضات الجماعية، مما أدى إلى مقتل بعض رأسيات الأرجل والعديد من عضديات الأرجل، والحيوانات الحزازية، وشوكيات الجلد، والجرابتولايت، وثلاثيات الفصوص، والمحاريات، والشعاب المرجانية، ومخروطيات الأسنان. | 452.8 ± 0.7       |
| الأوردوفيشي | المتأخر    | الساندبي    | - أحداث جيولوجية: - أحداث حيوية : بداية حدث الأوردوفيشي العظيم للتنوع الحيوي مع زيادة عدد العوالق: تنوع اللافقاريات إلى العديد من الأنواع الجديدة (خاصة عضديات الأرجل والرخويات؛ على سبيل المثال رأسيات الأرجل ذات الصدفة الطويلة المستقيمة مثل مستقيمات القرن الطويلة والمتنوعة). ظهور المرجان، وعضديات الأرجل (مثل أورثيدا، والستروفومنيدا، الخ.)، وذوات الصدفتين، ورأسيات الأرجل (البحاريات)، والثلاثيات الفصوص، والصدفيات، والحيوانات الحزازية، وأنواع كثيرة من شوكيات الجلد (براعم البحر، والكيسانيات، وزنابق البحر، وقنافذ البحر، وخيار البحر، والأشكال الشبيهة بالحيوانات النجمية، إلخ)، والجرابتوليتات المتشعبة، وأصناف أخرى شائعة. لا زالت الاكريتاركات موجودة وشائعة. أصبحت رأسيات الأرجل مهيمنة وشائعة، مع ميل بعضها إلى الصدفة الحلزونية. تناقص الأنومالوكاريدات. ظهرت النوتيانيات الغامضة. ظهرت أسماك عريضات الأجنحة وقوقعيات الأدمة، وربما كانت الأخيرة سبباً في ظهور الأسماك الفكية في نهاية العصر. ظهرت الفطريات البرية الغير مثيرة للجدل والنباتات الأرضية بالكامل. العصر الجليدي في نهاية هذا العصر، فضلاً عن سلسلة من أحداث الانقراضات الجماعية، مما أدى إلى مقتل بعض رأسيات الأرجل والعديد من عضديات الأرجل، والحيوانات الحزازية، وشوكيات الجلد، والجرابتولايت، وثلاثيات الفصوص، والمحاريات، والشعاب المرجانية، ومخروطيات الأسنان. | 458.2 ± 0.7       |
| الأوردوفيشي | الأوسط     | الداريولي   | - أحداث جيولوجية: - أحداث حيوية : بداية حدث الأوردوفيشي العظيم للتنوع الحيوي مع زيادة عدد العوالق: تنوع اللافقاريات إلى العديد من الأنواع الجديدة (خاصة عضديات الأرجل والرخويات؛ على سبيل المثال رأسيات الأرجل ذات الصدفة الطويلة المستقيمة مثل مستقيمات القرن الطويلة والمتنوعة). ظهور المرجان، وعضديات الأرجل (مثل أورثيدا، والستروفومنيدا، الخ.)، وذوات الصدفتين، ورأسيات الأرجل (البحاريات)، والثلاثيات الفصوص، والصدفيات، والحيوانات الحزازية، وأنواع كثيرة من شوكيات الجلد (براعم البحر، والكيسانيات، وزنابق البحر، وقنافذ البحر، وخيار البحر، والأشكال الشبيهة بالحيوانات النجمية، إلخ)، والجرابتوليتات المتشعبة، وأصناف أخرى شائعة. لا زالت الاكريتاركات موجودة وشائعة. أصبحت رأسيات الأرجل مهيمنة وشائعة، مع ميل بعضها إلى الصدفة الحلزونية. تناقص الأنومالوكاريدات. ظهرت النوتيانيات الغامضة. ظهرت أسماك عريضات الأجنحة وقوقعيات الأدمة، وربما كانت الأخيرة سبباً في ظهور الأسماك الفكية في نهاية العصر. ظهرت الفطريات البرية الغير مثيرة للجدل والنباتات الأرضية بالكامل. العصر الجليدي في نهاية هذا العصر، فضلاً عن سلسلة من أحداث الانقراضات الجماعية، مما أدى إلى مقتل بعض رأسيات الأرجل والعديد من عضديات الأرجل، والحيوانات الحزازية، وشوكيات الجلد، والجرابتولايت، وثلاثيات الفصوص، والمحاريات، والشعاب المرجانية، ومخروطيات الأسنان. | 469.4 ± 0.9       |
| الأوردوفيشي | الأوسط     | الدابنغي    | - أحداث جيولوجية: - أحداث حيوية : بداية حدث الأوردوفيشي العظيم للتنوع الحيوي مع زيادة عدد العوالق: تنوع اللافقاريات إلى العديد من الأنواع الجديدة (خاصة عضديات الأرجل والرخويات؛ على سبيل المثال رأسيات الأرجل ذات الصدفة الطويلة المستقيمة مثل مستقيمات القرن الطويلة والمتنوعة). ظهور المرجان، وعضديات الأرجل (مثل أورثيدا، والستروفومنيدا، الخ.)، وذوات الصدفتين، ورأسيات الأرجل (البحاريات)، والثلاثيات الفصوص، والصدفيات، والحيوانات الحزازية، وأنواع كثيرة من شوكيات الجلد (براعم البحر، والكيسانيات، وزنابق البحر، وقنافذ البحر، وخيار البحر، والأشكال الشبيهة بالحيوانات النجمية، إلخ)، والجرابتوليتات المتشعبة، وأصناف أخرى شائعة. لا زالت الاكريتاركات موجودة وشائعة. أصبحت رأسيات الأرجل مهيمنة وشائعة، مع ميل بعضها إلى الصدفة الحلزونية. تناقص الأنومالوكاريدات. ظهرت النوتيانيات الغامضة. ظهرت أسماك عريضات الأجنحة وقوقعيات الأدمة، وربما كانت الأخيرة سبباً في ظهور الأسماك الفكية في نهاية العصر. ظهرت الفطريات البرية الغير مثيرة للجدل والنباتات الأرضية بالكامل. العصر الجليدي في نهاية هذا العصر، فضلاً عن سلسلة من أحداث الانقراضات الجماعية، مما أدى إلى مقتل بعض رأسيات الأرجل والعديد من عضديات الأرجل، والحيوانات الحزازية، وشوكيات الجلد، والجرابتولايت، وثلاثيات الفصوص، والمحاريات، والشعاب المرجانية، ومخروطيات الأسنان. | 471.3 ± 1.4       |
| الأوردوفيشي | المبكر     | الفلوي      | - أحداث جيولوجية: - أحداث حيوية : بداية حدث الأوردوفيشي العظيم للتنوع الحيوي مع زيادة عدد العوالق: تنوع اللافقاريات إلى العديد من الأنواع الجديدة (خاصة عضديات الأرجل والرخويات؛ على سبيل المثال رأسيات الأرجل ذات الصدفة الطويلة المستقيمة مثل مستقيمات القرن الطويلة والمتنوعة). ظهور المرجان، وعضديات الأرجل (مثل أورثيدا، والستروفومنيدا، الخ.)، وذوات الصدفتين، ورأسيات الأرجل (البحاريات)، والثلاثيات الفصوص، والصدفيات، والحيوانات الحزازية، وأنواع كثيرة من شوكيات الجلد (براعم البحر، والكيسانيات، وزنابق البحر، وقنافذ البحر، وخيار البحر، والأشكال الشبيهة بالحيوانات النجمية، إلخ)، والجرابتوليتات المتشعبة، وأصناف أخرى شائعة. لا زالت الاكريتاركات موجودة وشائعة. أصبحت رأسيات الأرجل مهيمنة وشائعة، مع ميل بعضها إلى الصدفة الحلزونية. تناقص الأنومالوكاريدات. ظهرت النوتيانيات الغامضة. ظهرت أسماك عريضات الأجنحة وقوقعيات الأدمة، وربما كانت الأخيرة سبباً في ظهور الأسماك الفكية في نهاية العصر. ظهرت الفطريات البرية الغير مثيرة للجدل والنباتات الأرضية بالكامل. العصر الجليدي في نهاية هذا العصر، فضلاً عن سلسلة من أحداث الانقراضات الجماعية، مما أدى إلى مقتل بعض رأسيات الأرجل والعديد من عضديات الأرجل، والحيوانات الحزازية، وشوكيات الجلد، والجرابتولايت، وثلاثيات الفصوص، والمحاريات، والشعاب المرجانية، ومخروطيات الأسنان. | 477.1 ± 1.2       |
| الأوردوفيشي | المبكر     | التريمادوشي | - أحداث جيولوجية: - أحداث حيوية : بداية حدث الأوردوفيشي العظيم للتنوع الحيوي مع زيادة عدد العوالق: تنوع اللافقاريات إلى العديد من الأنواع الجديدة (خاصة عضديات الأرجل والرخويات؛ على سبيل المثال رأسيات الأرجل ذات الصدفة الطويلة المستقيمة مثل مستقيمات القرن الطويلة والمتنوعة). ظهور المرجان، وعضديات الأرجل (مثل أورثيدا، والستروفومنيدا، الخ.)، وذوات الصدفتين، ورأسيات الأرجل (البحاريات)، والثلاثيات الفصوص، والصدفيات، والحيوانات الحزازية، وأنواع كثيرة من شوكيات الجلد (براعم البحر، والكيسانيات، وزنابق البحر، وقنافذ البحر، وخيار البحر، والأشكال الشبيهة بالحيوانات النجمية، إلخ)، والجرابتوليتات المتشعبة، وأصناف أخرى شائعة. لا زالت الاكريتاركات موجودة وشائعة. أصبحت رأسيات الأرجل مهيمنة وشائعة، مع ميل بعضها إلى الصدفة الحلزونية. تناقص الأنومالوكاريدات. ظهرت النوتيانيات الغامضة. ظهرت أسماك عريضات الأجنحة وقوقعيات الأدمة، وربما كانت الأخيرة سبباً في ظهور الأسماك الفكية في نهاية العصر. ظهرت الفطريات البرية الغير مثيرة للجدل والنباتات الأرضية بالكامل. العصر الجليدي في نهاية هذا العصر، فضلاً عن سلسلة من أحداث الانقراضات الجماعية، مما أدى إلى مقتل بعض رأسيات الأرجل والعديد من عضديات الأرجل، والحيوانات الحزازية، وشوكيات الجلد، والجرابتولايت، وثلاثيات الفصوص، والمحاريات، والشعاب المرجانية، ومخروطيات الأسنان. | 486.85 ± 1.5      |
| الكمبري     | الفورونجي  | المرحلة 10  | أقدم | أقدم              |